# Erik Hysén
Erik Hysén, född 18 maj 1906 i Råda församling i Göteborgs och Bohus län, död 25 april 1988 i Brämaregårdens församling i Göteborgs kommun, var en svensk fotbollsspelare som spelade för IFK Göteborg. Han spelade även i Åtvidabergs FF under 1930-talet. Han var bror till Carl Hysén, farfar till Glenn Hysén och farfars far till Tobias Hysén, även de IFK-spelare.
Hysén vann SM-guld med Fässbergs IF 1924, när svenska mästerskapet fortfarande spelades i cupform. Han gick sedan till IFK Göteborg och debuterade i Allsvenskan den 15 maj 1927 mot IF Elfsborg i en match som slutade 1–0. Han tillbringade 11 säsonger i IFK Göteborg och gjorde under sina år för klubben 186 A-lagsmatcher och 49 mål, varav 123 matcher i Allsvenskan.
Han blev säsongen 1934/35 svensk mästare med IFK Göteborg.